# Gary McKinnon
Gary McKinnon, també conegut amb el sobrenom "Solo", (10 de febrer de 1966 a Glasgow), és un furoner britànic acusat pels Estats Units d'haver conduït "el major assalt informàtic a un sistema militar de tots els temps". Tot i això, McKinnon afirma que simplement cercava una evidència de la supressió de l'energia lliure i un encobriment d'ovnis i altres tecnologies potencialment útils per al públic. Després d'una sèrie de processaments legals a Anglaterra, la secretària d'estat Theresa May va retirar l'ordre d'extradició als EUA contra Gary McKinnon el 16 s'octubre del 2012, emparant-se en el diagnòstic mèdic que no recomanava que fos posat davant d'un jutge.

## Formació
Com la majoria dels furoners, Gary posseeix una formació autodidacta. Amb només disset anys va deixar l'escola i va començar a treballar com a perruquer. Però tot va canviar a la dècada del 1990, quan va descobrir que podia viure del que era la seva passió d'ençà que va tenir el seu primer ordinador als 14 anys: la informàtica. Gary es va matricular a un curs gràcies al qual va aconseguir la titulació necessària per treballar com a administrador de xarxes.

## Rerefons
Des de sempre, Gary s'havia sentit fascinat pels OVNIs. En la més pura tradició de la conspiranoia, Gary creia fermament en l'existència d'aquests objectes extraterrestres i que el govern nord-americà ocultava informació sobre aquests. Això queda palès en les seves pròpies declaracions a una entrevista a la BBC, en les quals Gary confessa que és un ferm creient en els testimoniatges dels testimonis del Disclosure Project. Membre de la British UFO Research Association, des dels quinze anys, i assidu lector d'Isaac Asimov i Robert Heinlein, el seu determinant interès per la cultura extraterrestre li ha valgut l'àlies del UFO Intrús. Si es tractés d'altra persona menys obsessiva, potser la cosa no hauria passat d'aquí, però Gary estava disposat a esbrinar la veritat costi el que costi.
Tot va començar a principis de segle, l'any 2001. Per aquell temps Gary, duia una temporada en atur. Però no per haver estat acomiadat, sinó que Gary havia renunciat al seu treball en Corporate Business Technology, una empresa de telecomunicacions, perquè li resultava massa avorrit. A causa d'això, passava els dies en la seva casa londinenca del barri de Wood Green, al nord de Londres, on s'entretenia buscant forats de seguretat en diverses xarxes informàtiques. El seu nom va començar a ser conegut en la xarxa sota el sobrenom de "Solo". I d'aquesta forma, en solitari i des de la seva casa, va portar a terme la majoria dels seus atacs. Hem de tenir en compte que una de les regles principals dels furoners és "no fer res il·legal des de casa".

## Presumpte delicte
Aviat els atacs de "Solo" van passar a major escala. Des de la seva casa i al llarg d'un any, Gary va aconseguir introduir-se en les xarxes de la Nasa, l'Exèrcit, la Marina, el Departament de Defensa i la Força Aèria nord-americana i el tenebrós projecte DARPA (Defence Advanced Research Projects Agency), introduint-se per complet en la xarxa informàtica del Pentàgon. Aquesta xarxa, considerada una de les més segures del món, suporta més de 25.000 atacs informàtics a l'any.
Gary va crackejar els sistemes militars: va robar contrasenyes, va eliminar 1.300 comptes d'usuari i va deixar la xarxa informàtica de Defensa fora de servei durant gairebé una setmana. Per si no n'hi hagués prou va assolir apagar durant 24 hores les 2,000 computadores que controlen el Districte Militar de Washington. Per tant, va exhibir la fragilitat dels sistemes cibernètics dels Estats Units. També va accedir a centenars d'arxius d'alta seguretat, els quals segurament tenen impresos fosques estratègies militars, i va esborrar com un statement lúdic i contundent, els logotips d'armes que ostenta la marina nord-americanes en el seu lloc.

## Processos judicials
Entre 2001 i 2002, l'entitat cibernètica "Solo", es va convertir en un temerari malson per als sistemes de seguretat del govern dels Estats Units. A mitjans del 2002 va ser arrestat per la National Hi-Tech Crime Unit (NHTCU) de la justícia anglesa (fidel aliada del govern nord-americà), emparada sota el Computer Misuse.
El juny de 2006 es troba defensant-se d'una possible extradició als Estats Units. Al febrer de 2007 una sol·licitud està sent escoltat en el Tribunal Superior de Londres. El tribunal suprem britànic es va pronunciar que McKinnon podria ser extradit als EUA, pel que el seu advocat va elevar una apel·lació davant l'última instància judicial possible, la Càmera dels Lores. Els lores van presentar la seva conclusió, que autoritza l'extradició. L'advocat de McKinnon intentarà ara recórrer al tribunal europeu de drets humans, amb la finalitat d'evitar l'extradició. L'advocat destaca que el marc punitiu és totalment desproporcionat per als càrrecs que s'imputen al seu client. No obstant això, Estats Units qualifica el cas com “el major atac militar cibernètic de la seva història", pel que es proposa invocar la llei antiterrorista al processar a McKinnon. Aquesta situació podria enviar a l'intrús, de 42 anys, a presó per la resta de la seva vida.
En la seva defensa Gary ha declarat ser un simple nerd, que agrada de penetrar sistemes de seguretat després de fumar un poc de marihuana i al ritme de bona música que acull la seva oficina casolana.
Després de gairebé 7 anys de lluita legal per evitar la seva extradició als Estats Units, va ser confirmada la seva derrota i ara tindrà enfrontar en aquest país 20 càrrecs en la seva contra, els quals podrien sumar una condemna de fins a 60 ai 70 anys de presó i al pagament d'una indemnització de 2 milions de dòlars per intrusió informàtica en el període de febrer de 2001 a març de 2002.
El cas del UFO intrús, àlies adjudicat pels mitjans internacionals, s'ha complicat, ja que el seu estat de salut psicològica és delicat ja que pateix d'una variant d'autisme coneguda com a síndrome d'Asperger. Aquest argument seria raó suficient perquè el Ministre de l'Interior del Regne Unit, Alan Johnson, bloquejarà la virtual extradició i obligarà que Gary enfrontés els càrrecs des d'Anglaterra. No obstant això, d'acord amb una nota publicada pel Telegraph, aparentment Johnson ha declarat que no intercedirà al seu favor.